# Cecilia Morel
Cecilia Morel Montes (ur. 14 stycznia 1954 w Santiago) – żona prezydenta Chile Sebastiána Piñera. Pierwsza dama w latach 2010-2014 i po raz drugi od 2018 roku.

## Życiorys
W grudniu 1973 roku wyszła za mąż za Sebastina Piñera i wyjachała z nim do USA, gdzie mąż robił doktorat z ekonomii. Mają czworo dzieci: Magdalenę (ur. 1975), Cecilię (ur. 1978), Sebastiána (ur. 1982) i Cristóbala (ur. 1989). Studiowała poradnictwo rodzinne w Instituto Carlos Casanueva.
W 1989 roku założyła Fundację Mujer Emprende, aby pomagać kobietom w szukaniu pracy. Podczas pierwszej prezydentury wspierała projekt Elige Vivir Sano (Wybierz zdrowe życie). Zakładał on zmianę nawyków chilijczyków. Jego główne hasła to: Jedz zdrowo, Bądź aktywny, Wyjdź z domu i Ciesz się przyrodą.